# 本宮山 (大分県)

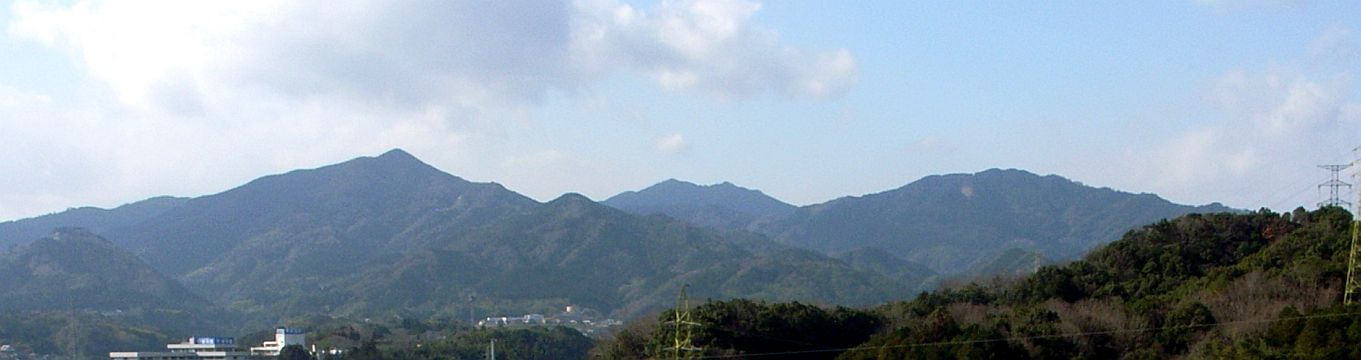
本宮山（左）と霊山（右）。中央奥は障子岳。

本宮山（ほんぐうさん）は、大分県大分市南部にある山である。標高は607.6m。

## 概要
大分市南部に位置して、その山頂は大分市大字上判田にあり、霊山や旧大分市最高峰の障子岳等と山群を形成している。山腹からは、高江川、米良川、立小野川の3本の川が源を発して北東方向へ流れており、山麓で合流して判田川となって大野川に注ぎ込む。霊山との間の山腹を大分県道41号大分大野線が通り、大分市と豊後大野市とを結んでいる。
山頂近くには西寒多神社（ささむたじんじゃ）の奥宮である本宮神社がある。西寒多神社の社伝によれば、神功皇后が三韓征伐の帰途に行幸したことにより、この山が信仰の対象となり、278年（応神天皇9年）4月に武内宿禰が勅命により山頂に祠を建てたのが西寒多神社の起源である。1409年（応永16年）に大友氏第10代当主大友親世が神社を山麓の寒田（そうだ）に遷宮して、山頂の社を奥宮としたことにより、この山は本宮山と呼ばれるようになった。それまでは、旧称を寒多山あるいは西寒多山といったと伝えられる。
本宮神社のそばには「石峰殿」と呼ばれる高さ約10mの巨石群があり、磐座として祀られている。この巨石群は古代の祭祀の跡とも言われる。

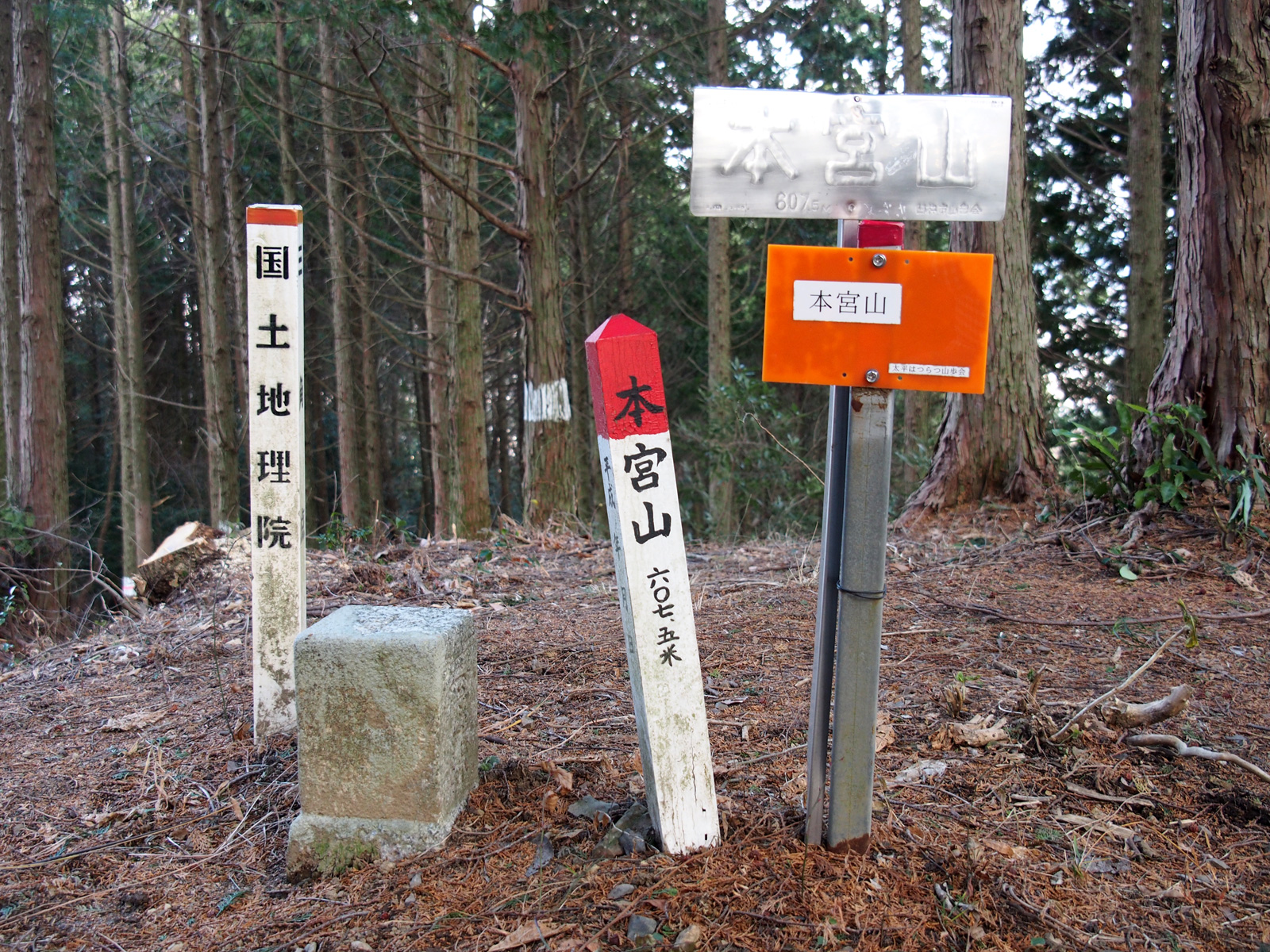
本宮山山頂
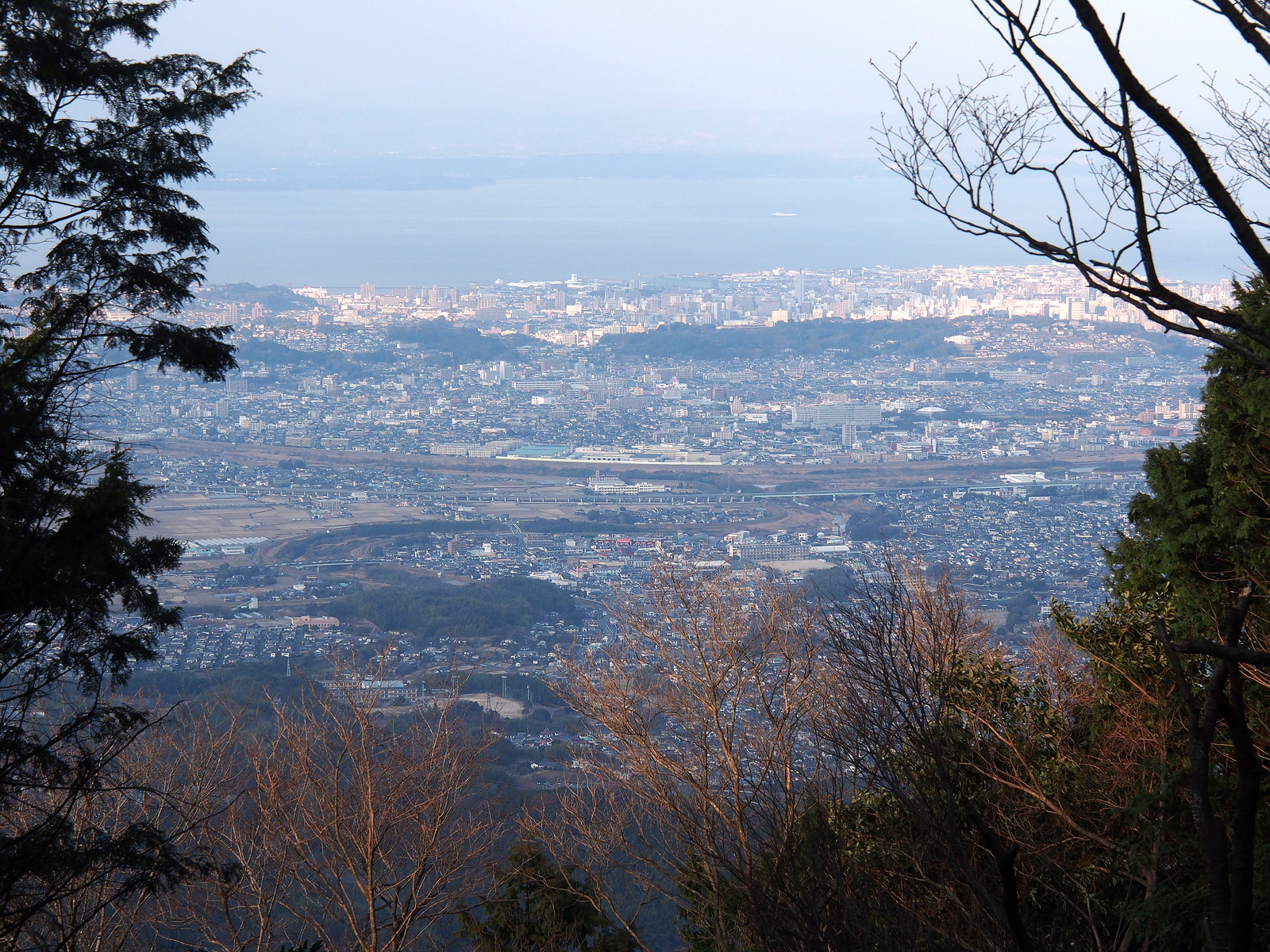
本宮山山頂からの眺望
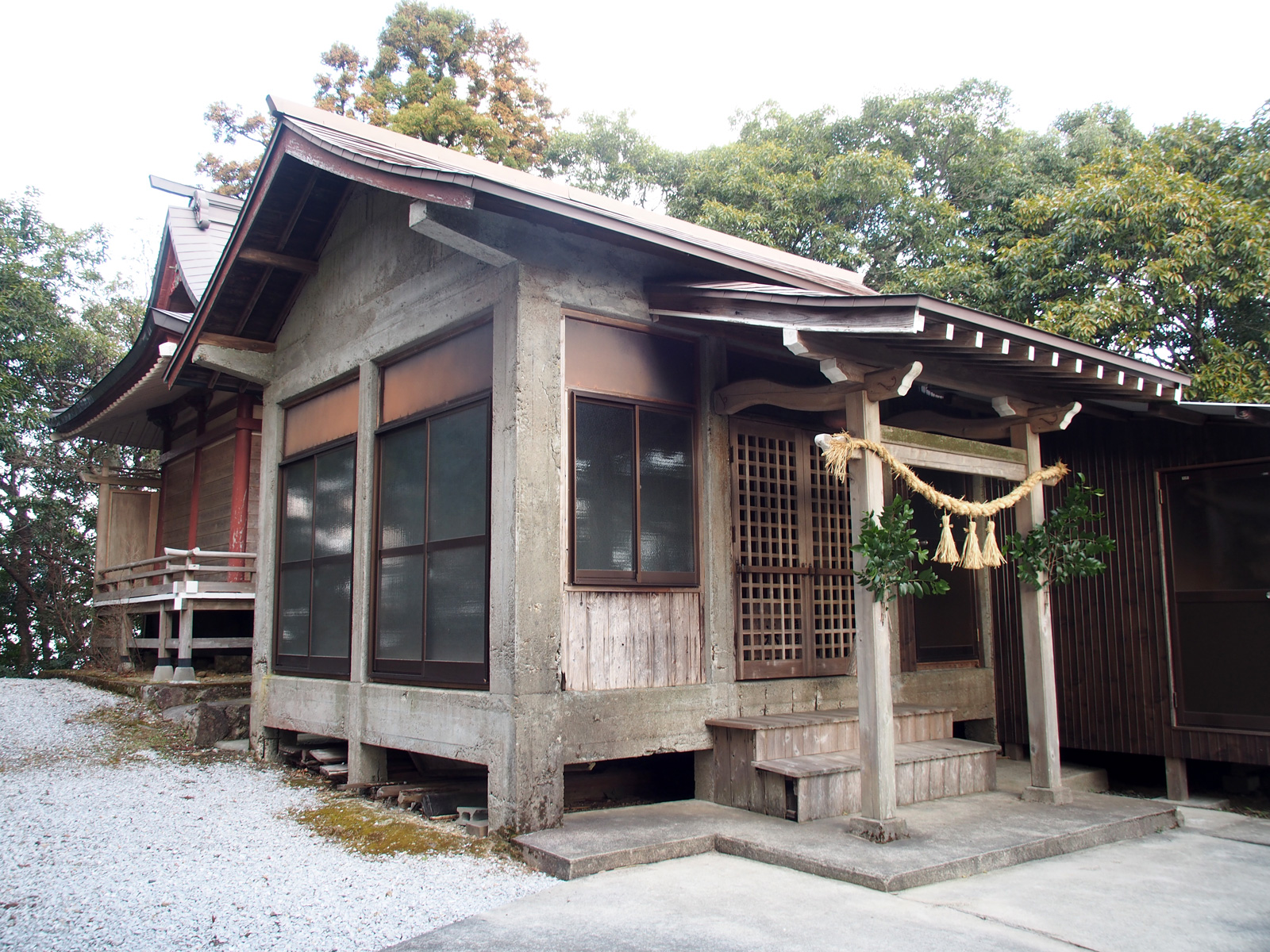
本宮神社
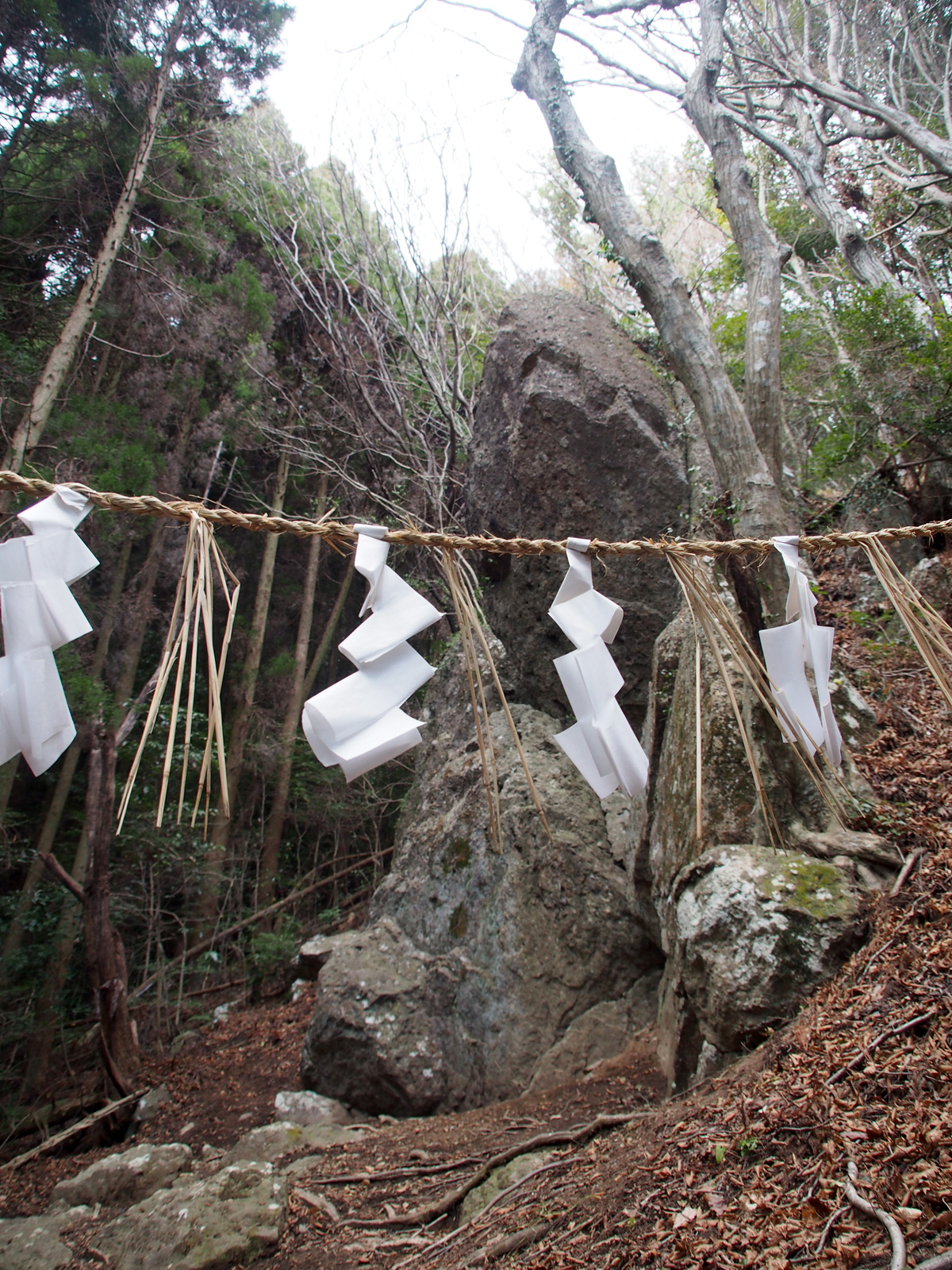
石峰殿

## アクセス
- 大分県道41号大分大野線で大分県青少年の森方向に向かい、青少年の森付近で判田方面に分岐すると、山頂へ徒歩数分の地点まで自動車でアクセスが可能である。
- 大分市上判田米良から、市道中判田・地吉線で平原、安田等の集落を経由して百木分校跡に至り、百木分校跡から山頂まで自然遊歩道で登頂するルートは、各集落への古くからの生活道路を通る経路であり、よく整備されている[1][2]。
- 同じく大分市上判田米良を起点とする林道本宮山線もよく整備されている。起点から約2kmほど行ったところに道路と尾根が同じ高さになる所があり、そこから始まる登山道に分岐すれば、西寒多神社からの登山道に合流し、山頂付近に続く自然遊歩道に出る。また、市道中判田・地吉線から、平原里道又は安田里道を経て林道本宮山線に合流する経路もある[3]。
- 西寒多神社からは、総延長8kmほどの登山道がある。本堂横から登山道が出ているので、標識通りに進めばよい。途中で林道本宮山線からの登山道に合流し、山頂付近に続く自然遊歩道に出る。

上記の経路はいずれも山頂付近に至る自然遊歩道に続く。自然遊歩道から登り方向の分岐を進めば山頂に、下り方向の分岐を行けば本宮神社に至る。